# Système XY de détermination sexuelle

Détermination du sexe chez la Drosophile. La femelle présente des chromosomes XX, et le mâle des chromosomes XY.

Le système XY de détermination sexuelle est un système génétique de détermination du sexe caractérisé par la présence de chromosomes homologues identiques (XX) chez la femelle alors que le mâle a des hétérochromosomes bien différents (XY). Ce système, décrit indépendamment par Nettie Stevens et Edmund Beecher Wilson en 1905,, est présent chez la plupart des mammifères (dont les humains) et chez certaines espèces d'insectes (diptères) et de plantes (Silene latifolia).

## Mécanismes
Il est fondé sur la présence de chromosomes sexuels différents entre les différents individus de l'espèce. Ainsi, les mâles possèdent un chromosome X et un chromosome Y, alors que les femelles possèdent deux chromosomes X. Le sexe hétérogamétique (possédant donc deux chromosomes sexuels différents) est donc le sexe mâle. Cette différence génétique permet ensuite la différenciation sexuelle des différents individus au cours du développement. Pour chaque croisement entre un mâle et une femelle, la femelle transmettra un chromosome X, et le mâle soit un chromosome X, soit un chromosome Y, avec une chance sur deux pour chaque solution. Ainsi, le descendant sera soit XX, soit XY, c'est-à-dire femelle ou mâle, avec une chance sur deux pour chaque sexe. Il arrive, dans de rares cas, que des femmes soient XY ou des hommes XX : dans le premier cas, une mutation rend inactif le gène SRY, dans le deuxième, une translocation du gène SRY chez un embryon XX rend le phénotype masculin.

## Diversité des systèmes XY
On trouve ce système de détermination du sexe chez de très nombreux eucaryotes, notamment la plupart des mammifères, certains arthropodes et certains angiospermes dioïques.
La taille et la dissymétrie des chromosomes X et Y varie considérablement, ils sont par exemple longs d'environ 155 et 65 mégabases (Mb) chez l'homme mais de 400 et 550 Mb chez Silene latifolia. Caractérisés par des régions non recombinantes de taille variable et presque toujours très riches en séquences répétées, les chromosomes sexuels sont particulièrement difficiles à séquencer par les approches génomiques conventionnelles. Pour le chromosome Y humain, il a fallu développer une approche spécifique et dépenser six millions de dollars pour le séquencer en 2003. Et ce n'est qu'en 2025 qu'un consortium scientifique international réussit à séquencer celui de S. latifolia, en utilisant une nouvelle technique,.
Dans de nombreux cas (dont les mammifères), le chromosome Y porte un ou plusieurs gènes déterminant le sexe masculin. Chez l'homme un seul gène appelé SRY sur le chromosome Y permet d'enclencher les voies développementales permettant la détermination sexuelle vers le sexe mâle,. Le chromosome Y ne porte pas seulement des gènes impliqués dans la détermination du sexe masculin. De plus, il y a des chromosomes Y sans le gène SRY et des chromosomes X avec le gène SRY, donc le Y ne détermine pas vraiment le sexe bien qu'il y soit associé la plupart du temps. Toutefois, d'autres gènes du Y sont essentiels à la reproduction (tout homme sans Y est infertile) et un deuxième X entraîne la production d'œstrogène (il cause et est nécessaire aux caractères secondaires féminins, il stérilise les hommes et il est obligatoire pour qu'une femme soit fertile).
Certains systèmes XY de détermination du sexe peuvent être différents. Ainsi, l'ornithorynque possède 5 paires de chromosomes sexuels X/Y (les mâles sont X1Y1, X2Y2, X3Y3, X4Y4, X5Y5, les femelles sont X1X1, X2X2, X3X3, X4X4, X5X5). Lors des divisions cellulaires, les 5 paires de chromosomes s'assemblent en chaîne de bivalents, c'est-à-dire que le X1 s'apparie avec le Y1 qui s'apparie aussi avec le X2, etc..
Chez d'autres espèces, comme la Drosophile, la présence de deux chromosomes X définit le sexe femelle, un seul chromosome X le mâle (Système XX/X0 de détermination sexuelle). La présence du chromosome Y n'étant requis que pour un développement normal des mâles,.
Chez les oiseaux et certains papillons, il existe un système similaire mais inversé, le système ZW de détermination sexuelle dans lequel les femelles sont hétérogamétiques (ZW) et les mâles homogamétiques (ZZ).